# 博隆湖
博隆湖（俄语：Озеро Болонь）或诺罗泡（满语：Noroi Bilten），是俄羅斯的大型淡水湖，位於哈巴羅夫斯克邊疆區內，處於阿穆爾斯克西南約40公里的黑龍江氾濫平原，長58公里，闊23公里，面積338平方公里，最大深度4米，集水區面積12,500平方公里，湖中有11種兩棲類和爬蟲類動物、52種魚類、119種鳥類和40種哺乳類動物生活。叶夫根尼·米哈伊洛维奇·波斯佩洛夫认为湖的名字可能来源于鄂温克语的“болон（角）”或雅库特语的“булун（河湖的一部分、岬角、湾）”。